# Aegolius ridgwayi
Aegolius ridgwayi là một loài chim trong họ Strigidae.